# Festivalul „Sighișoara medievală”

Străzile cetății Sighișoara în timpul festivalului.

Festivalul „Sighișoara medievală” este un festival anual ținut în ultimul sfârșit de săptămână al lunii iulie în orașul Sighișoara.
A devenit o tradiție ca în fiecare an festivalul să aibă o temă specifică care să confere personalitate distinctă fiecărei ediții. 
A XXVI-a ediție a festivalului, desfășurată în perioada 26 - 28  iulie 2019 sub tema "Misterul Medieval", își propune să aducă Festivalul Sighișoara Medievală la valoarea pe care o merită, și anume a celui mai vechi festival medieval din România care să se bucure de autenticitatea perioadei declarate prin spectacole, muzică și imagine, devenind astfel o poartă de călătorie în timp care să pună în valoare Cetatea Sighișoarei.
Pe parcursul a trei zile, participanții se bucură de muzică și dansuri medievale, ordine militare de reconstituire medievală și grupuri de jonglerii medievale, spectacol de reconstituire medievală cu cai, teatru medieval și teatru interactiv pentru copii, ateliere de artă și manufactură medievală, jonglerii cu steaguri, tabăra cavalerilor, curtea comedianților, conferințe, expoziții și video-mapping.
Festivalul Sighisoara Medievala 2018 se va desfasura in perioada 27-29 iulie 2018 si are ca tema “Legende medievale”.  Având tema ”LEGENDE MEDIEVALE”, cea de-a XXV-a ediție își propune să aducă Festivalul Sighișoara Medievală la valoarea pe care o merită, și anume a celui mai vechi festival medieval din România care să se bucure de autenticitatea perioadei declarate prin spectacole, muzică și imagine, devenind astfel o poartă de călătorie în timp care să pună în valoare Cetatea Sighișoarei.
Editia de anul 2017 a Festivalului Sighisoara Medievala se va axa pe istoria locala si va avea la baza o poveste legata de istoria Sighisoarei, poveste mai putin cunoscuta publicului larg, povestea salvarii urbei de catre Angelina. Festivalul Sighisoara Medievala 2017 se va desfasura in perioada 28-30 iulie 2017 si va avea ca tema Taina Curierului Secret.
Așezarea geografică îi conferă Sighișoarei un rol de poziție avantajoasă pe valea Târnavei Mari, fiind un punct de intersecție al principalelor drumuri din România, precum și două căii ferate importante.

## Locații de desfașurare a evenimentelor
Piața Cavalerilor (Cetății), Piața Pelerinilor (Piața Muzeului), Piața Mercenarilor (Piața Școlii de Muzică), Piața Trubadurilor (Rățustelor), Piața Micilor Cavaleri (Parcul Cetății), Tribuna Marilor Demnitari, Casa Cronicarilor(Casa cu Cerb), Turnul Fierarilor, Drumul Meșteșugarilor (str. Școlii), Drumul Menestrelilor și Actorilor (Casa Vlad Dracul – Boema), Drumul Strămoșilor (Bustul Vlad Țepeș – Turnul Fierarilor), Drumul Vrăjitoarelor(Piața Cetății – Școala de Muzică), Drumul Condamnaților (Turnul cu Ceas - Primărie), Drumul Pelerinilor (Turnul cu Ceas - Primărie), Curtea Gurmanzilor, Tribunalul Cetății, Temnița Condamnaților.
Locatii in 2017: Centrul municipiului, Piata Cetatii, Piata Ratustelor, Piateta scolii de muzica, Piata Muzeului, Zona Biserica Manastirii, Aleea Cetatii, Sala Sander, Biserica Manastirii, Biserica Romano-Catolica, Sala mare de festivitati a municipiului Sighisoara, Aleea Cetatii-zona Primariei

## Galerie foto